# Емил дьо Лавеле
Емил Луи Виктор дьо Лавеле (на френски: Émile Louis Victor de Laveleye) е белгийски политикономист, един от основателите на Института по международно право. Защитник на освободителните стремежи на българския народ.

## Живот

### Образование
Емил дьо Лавеле е роден в Брюге през 1822 г. Първоначално учи в родния си град и в Колеж Станислас в Париж, а след това в Льовенския католически университет и в Гентския университет, където попада под влиянието на християнсоциалистическия философ Франсоа Юе.

### Научна и творческа дейност
През 1844 година придобива популярност с есе за провансалския език и литература, през 1847 година публикува „История на франкските крале“ („L'Histoire des rois francs“), а през 1861 година – френска версия на „Песен за Нибелунгите“.
Макар че през целия си живот запазва интереса си към литературата и историята, основните приноси на Лавеле са в областта на икономическата теория. В продължение на дълго време той е част от група ученици на Франсоа Юе, които провеждат ежеседмични срещи и обсъждат обществени и икономически въпроси. Лавеле получава по-широка известност в тази област през 1859 година, когато публикува няколко статии в „Ревю де дьо монд“. През 1864 година става преподавател по политикономия в Лиежкия университет.
През следващите години Лавеле публикува основните си трудове „Русия и Австрия след Садова“ („La Russie et l'Autriche depuis Sadowa“, 1870), „Есе за формите на управление в съвременните общества“ („Essai sur les formes de gouvernement dans les Sociétés Modernes“, 1872), „За истинските причини за войните в Европа и за арбитража“ („Des Causes actuelles de guerre en Europe et de l'arbitrage“, 1874), „За собствеността и за нейните примитивни форми“ („De la proprieté et de ses formes primitives“, 1874, посветена на Джон Стюарт Мил и Франсоа Юе).

### Лавеле и България
Емил дьо Лавеле е белгийски консул в Белград в началото на 1880-те. Той пътува из България, като от София заминава за Пловдив, оттам през Асеновград отива в Одрин и Македония. Публикува пътните си бележки „Балканският полуостров“ в два тома, в които представя историята, културата, езика и традициите. С книгата и последвалите нейни преводи, както и със статии в пресата Лавеле спомага за формиране на европейското обществено мнение за региона.
Белгийски консул в Пловдив. Споделя недоволството на пловдивчани от избирането на София за столица на България и казва: „Пловдив е българската Атина. В София преобладават селяните, а тук (Пловдив) – интелигентната класа“.
Емил дьо Лавеле умира край Лиеж през 1892 г.

## Памет
- Улици в централните части на София (Карта), Пловдив, Кюстендил и Бургас носят името на Емил дьо Лавеле.